# ۲۲ فوریه
۲۲ فوریه پنجاه و سومین روز سال در گاه‌شماری میلادی است. ۳۱۲ روز (در سال‌های کبیسه ۳۱۳روز) تا پایان سال باقی‌است.

## رویدادها
- ۱۹۵۸ - جمهوری متحد عربی پایه‌گذاری شد.
- ۲۰۰۶ - سرقت ۵۳ میلیون پوند از انبار سکیوریتاس[۱]

## زادروزها
- ۱۴۰۳ - شارل هفتم، پادشاه فرانسه (د. ۱۴۶۱)
- ۱۹۲۲ - احمد جنتی، سیاستمدار و روحانی شیعهٔ ایرانی
- ۱۷۳۲ - جورج واشینگتن، نخستین رئیس‌جمهور ایالات متحده
- ۱۸۸۳ - کارل یاسپرس، فیلسوف اگزیستانسیالیست آلمانی
- ۱۹۰۰ - لوئیس بونوئل، فیلمساز اسپانیایی
- ۱۹۱۰ - آنتونیوس قندلفت، روحانی مسیحی و نویسنده سوری-لبنانی
- ۱۹۶۳ - دونالد برازول، خواننده آمریکایی

## درگذشت‌ها
- ۱۹۴۲ - اشتفان تسوایگ، نویسنده
- ۱۹۸۱ - مایکل مالت، فیلم نامه نویس
- ۲۰۲۵ - مها بیرقدار،  شاعر و نقاش سوری-لبنانی. [۲]